# Sollicitudo omnium ecclesiarum
Sollicitudo omnium ecclesiarum (O cuidado de todas as Igrejas) foi uma bula papal emitida em 1814 pelo Papa Pio VII, restabelecendo a Companhia de Jesus (jesuítas) após sua supressão pela bula de 1773 emitida por Clemente XIV, Dominus ac Redemptor. No entanto, a ordem continuou a existir em alguns lugares. Pio VII já havia aprovado, com o breve Catholicae Fidei (7 de março de 1801), a existência da Companhia de Jesus na Rússia. O vigário geral, Franciszek Kareu, foi declarado "Superior Geral dos Jesuítas na Rússia".
O Papa Paulo VI emitiu uma carta encíclica, também chamada Sollicitudo omnium ecclesiarum, em 24 de junho de 1969.